# نيربس

سطوح النيربس يمكن ان تأخذ أشكال عضوية معقدة. تحريك نقاط التحكم يؤثرعلى منحنى السطح

نيربس (بالإنجليزية: NURBS:Non-uniform rational basis spline)‏ هو نموذج رياضي شاع استخدامه في رسومات الكمبيوتر لتوليد وتمثيل منحنيات وسطوح والذي يقدم قدر كبير من الدقة والمرونة في التعامل معه سواء بالطريقة التحليلية أو بإنشاء أشكال حرة (free form).